# نورما كمالي

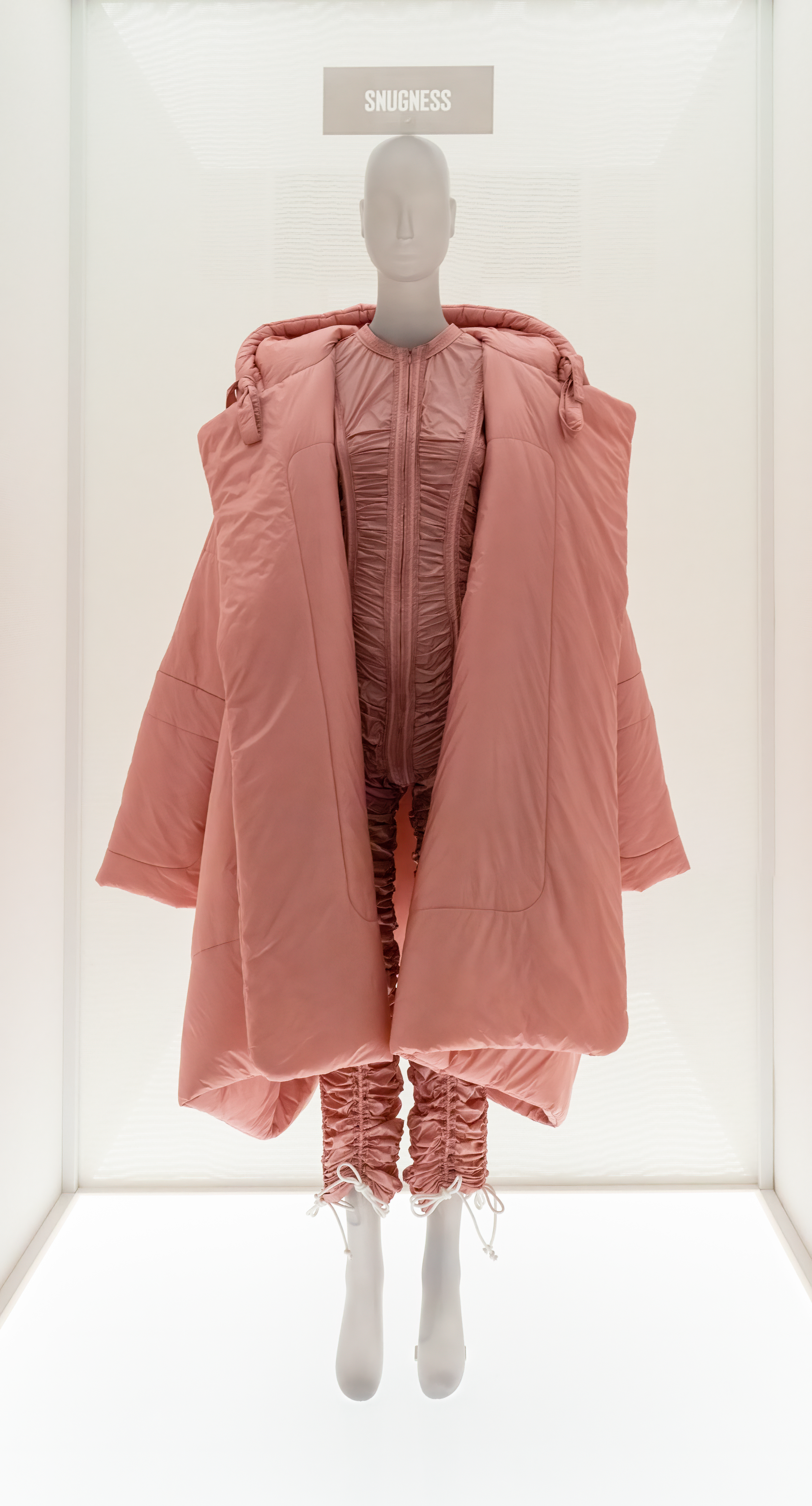
معطف صممته كمالي عام 2021 معروض في متحف متروبوليتان للفنون وقد صممته لمعرض في أمريكا: معجم الموضة

نورما كمالي (من مواليد 27 يونيو 1945) هي مصممة أزياء أمريكية وسيدة أعمال اشتهرت بمعطف "كيس النوم"، والسترات الرياضية اليومية، وملابس السباحة. تعيش في مدينة نيويورك

## النشأة والتعليم
ولدت نورما في 27 يونيو 1945، لأب إسباني وأم لبنانية، وكانت هذه العائلة ذات الأصول اللبنانية والباسكيةمن الطبقة المتوسطة تقيم في الجانب العلوي الشرقي من مانهاتن في مدينة نيويورك. كانت نورما تطمح أن أصبح رسامة. التحقت بمعهد تكنولوجيا الأزياء وحصلت على شهادة في الرسم التوضيحي. بعد التخرج، عملت رسامة أزياء مستقلة لمدة عام. عملت أيضًا في شركة خطوط نورث ويست الجوية من عام 1966 إلى عام 1967.

## الحياة المهنية
عام 1969، افتتحت كمالي متجرًا مع زوجها آنذاك محمد حسين كمالي. اشتهرت بمجموعتها من الملابس المصنوعة من مادة الحرير الحقيقي، والتي تضمنت ابتكار إمكانية تعديل طولها وتثبيتها بواسطة سلك رباط. صممت كامالي بدلة السباحة الحمراء المكونة من قطعة واحدة التي ارتدتها فرح فاوست في الملصق الشهير لعام 1976 وبدلة السباحة التي ارتدتها ويتني هيوستن على الغلاف الخلفي لألبومها الأول عام 1985. ويذكر أن بدلة فرح فاوست هي من ممتلكات المتحف القومي للتاريخ الأمريكي بعد التبرع بها للمتحف عام 2011. نورما هي واحدة من العديد من المصممين الذين يُنسب إليهم الفضل في ترويج وسادات الكتف في ملابس النساء في الثمانينيات ولعبت دورًا بارزًا في تكييف وسادات الكتف المبالغ فيها مع الملابس غير الرسمية في بداية عصر وسادات الكتف في الثمانينيات في عام 1978. وصلت إلى ذروة شهرتها في أوائل الثمانينيات بعد أن أطلقت مجموعتها "Sweats" لعام 1980، وهي مجموعة متنوعة من الملابس الكاجوال المصنوعة من قماش البلوزات، وأشهرها التنانير القصيرة المنسدلة على الورك والتي تسمى تنانير rah-rah في المملكة المتحدة، وهو النمط الذي قدمته لأول مرة في أقمشة أخرى في عام 1979. أعمالها موجودة ضمن مجموعات متحف المتروبوليتان للفنون.
كانت نورما كامالي أول مصمم ينشئ متجرًا عبر الإنترنت من خلال موقع eBay. بالإضافة إلى تصميم الملابس، أنتجت أيضًا خطًا للياقة البدنية والصحة والجمال. في عام 2008، أنتجت كامالي مجموعة لشركة وول مارت.
بعد إكمال دورة الذكاء الاصطناعي التوليدي في معهد ماساتشوستس للتكنولوجيا في عام 2023، بدأت نورما كامالي بتدريب الذكاء الاصطناعي لإنتاج تصميمات الملابس وفقاً لأسلوبها.
عام 2021، نشرت كامالي مذكرات بعنوان أنا لا أقهر.

## الجوائز والتكريمات
عام 1981، فازت كامالي بجائزة كوتي، والتي أطلق عليها اسم "ويني" ولكن كان اسمها الرسمي جائزة نقاد الموضة الأمريكيين. حصلت على جائزة تكريم خاصة من مجلس إدارة مجلس مصممي الأزياء الأمريكيين عام 2005، وحصلت على جائزة جيوفري بين من مجلس مصممي الأزياء الأمريكيين للإنجاز مدى الحياة عام 2016، وقد قدمها لها المصمم مايكل كورس. عام 2019، حصلت كامالي على جائزة رائدة يوم ريادة الأعمال النسائية في الأمم المتحدة.
عام 2010، حصلت كامالي على الدكتوراه الفخرية من جامعتها الأم، معهد تكنولوجيا الموضة.
لدى كامالي لوحة في ممشى مشاهير الموضة.

## الحياة الشخصية
عام 1968 تزوجت من محمد إيدي كمالي. وتطلّقا عام 1977. ثم اقترنت بشريكها مارتي إيدلمان، عام 2020 بعد شراكة عمل طويلة.

## روابط خارجية
- موقع مجموعة نورما كمالي